# Christie Rampone
Christie Patricia Rampone, geboren Pearce, (Fort Lauderdale (Florida), 24 juni 1975) is een Amerikaans voetbalster die  speelt voor magicJack. Ze speelt in het nationale vrouwenelftal van de Verenigde Staten.
Rampone studeerde aan Monmouth University. Ze speelde in 1999,2003, 2007 en 2011 voor de Verenigde Staten op de FIFA Women's World Cups en in 2000, 2004, 2008 en 2012 op de Olympische Zomerspelen. Hierbij behaalde respectievelijk de zilveren medaille en driemaal goud op rij. Hiermee is ze de succesvolste medaillewinnaar in het voetbal.

## Carrière
| Jaar       | Club                      |
| ---------- | ------------------------- |
| 1997       | Central Jersey Splash     |
| 1998       | New Jersey Lady Stallions |
| 2001–2003  | New York Power            |
| 2009–2010  | Sky Blue FC               |
| 2011–heden | magicJack                 |

## Privéleven
Rampone is getrouwd met Chris Rampone op 9 november 2001 in Jersey City, New Jersey. Ze hebben twee dochters, Rylie Cate, (geboren op 25 september 2005) en Reece Elizabeth (geboren op 5 maart 2010).